# Hanna Malyschtschyk
Hanna Aljaksandrauna Malyschtschyk, geborene Sintschuk (belarussisch Ганна Аляксандраўна Малышчык (Зінчук), engl. Transkription Hanna Malyshchyk; * 4. Februar 1994 in Drahitschyn) ist eine belarussische Hammerwerferin.

## Sportliche Laufbahn
2011 nahm Hanna Sintschuk erstmals an einer internationalen Großveranstaltung, den Jugendweltmeisterschaften in Lille teil und schied dort im Hammerwurf mit 52,73 m in der Qualifikation aus. Beim Europäischen Olympischen Jugendfestival in Trabzon gewann sie hingegen mit 59,48 m die Goldmedaille. 2012 nahm sie an den Juniorenweltmeisterschaften in Barcelona teil, schied dort aber, wie viele andere auch, ohne einen gültigen Versuch in der Qualifikation aus. Ein Jahr später gewann sie bei den Junioreneuropameisterschaften in Rieti die Goldmedaille. Zudem gewann sie beim Europäischen Winterwerfercup in Castellón de la Plana die Bronzemedaille in der U23-Wertung. 2016 gewann sie bei diesem Bewerb in Arad die Goldmedaille. Sie qualifizierte sich für die Europameisterschaften in Amsterdam, bei denen sie den 26. Platz belegte. Bei den Olympischen Spielen in Rio de Janeiro gelangte sie in das Finale und belegte dort mit 71,90 m den siebten Platz. 
2017 qualifizierte sie sich erstmals für die Weltmeisterschaften in London, bei denen sie mit 69,43 m den zehnten Platz im Finale belegte. Zwei Wochen später gewann die Studentin der Staatlichen Universität „A.S. Puschkin“ Brest  bei den Studentenweltspielen in Taipeh die Silbermedaille hinter der Polin Malwina Kopron. Im Jahr darauf gelangte sie bei den Europameisterschaften in Berlin als Beste der Qualifikation das Finale, brachte dort aber keinen gültigen Versuch zustande. 2019 erreichte sie dann bei den Weltmeisterschaften in Doha mit 71,24 m im Finale den zehnten Platz. 2021 startete sie erneut bei den Olympischen Sommerspielen in Tokio, verpasste dort aber mit 70,80 m den Finaleinzug.
In den Jahren 2016, 2018 und 2021 wurde Malyschtschyk belarussische Meisterin im Hammerwurf.